# Louignac
 Louignac  (en occitano Lonhac) es una comuna   y población de Francia, en la región de Lemosín, departamento de Corrèze, en el distrito de Brive-la-Gaillarde y cantón de Ayen.
Su población en el censo de 2008 era de 228 habitantes.
Está integrada en la Communauté de communes du Bassin d'Objat.

## Demografía
| 693 | 746 | 636 | 582 | 455 | 440 | 380 | 293 | 266 | 246 | 208 | 194 | 186 | 228 |
| Para los censos de 1962 a 1999 la población legal corresponde a la población sin duplicidades (Fuente: INSEE [Consultar]) |     |     |     |     |     |     |     |     |     |     |     |     |     |